# Гаус-Кригерова пројекција
Гаус-Кригерова или попречна Меркаторова пројекција је врста картографске пројекције, која је у ствари адаптација стандардне Меркаторове пројекције . Попречна верзија ове пројекције се широко користи у националним и међународним системима за катрирање широм свијета, укључујући УТМ . Када се упари са одговарајућим геодетским датумом, попречна Меркаторова пројекција пружа високу тачност у зонама мањим од неколико степени на истоку-западу. 
Овдје је потребно дефинисати и разграничити ова два појма. Попречна Меркаторова пројекција у  ширем смислу гдје попречна пројекција се разликује од опште само у смјеру пресликавања. Гаус-Кригерова пројекција је попречна Меркаторова пројекција у ужем смислу, гдје је дефинисана површ пресликавања (сјекући цилиндар), те и како се формирају карте из зони пресликавања. 

## Општа и попречна пројекција
Попречна Меркаторова пројекција је попречни облик стандардне (или Нормалне ) Меркаторове пројекције. Обе пројекције дијеле исту математичку основу конструкције и сходно томе попречна пројекција насљеђује многе особине из општог модела пројекције: 
- Обе наведене пројекције су цилиндричне: за Меркаторову пројекцију, оса ваљка се поклапа са поларном осом, а линија тангентирања са екватором. За попречну Меркаторову пројекцију, оса цилиндра лежи у екваторијалној равни, а л тангентна линија представља било који изабрани меридијан, чиме је означен централни меридијан .
- Обе пројекције могу се модификовати у секундарне форме, што значи да је реазмјера смањена тако да цилиндар пролази кроз глобус модела.
- Обе пројекције користе за површ пресликавања сферу или елипсоид
- Обе пројекције су конформне, тако да размјера не зависи од смјера, а облици пресликавања су добро очувани, тј. облици држава ће бити очувани, али њихови релативни односи неће;
- Обе пројекције имају константну скалу на линији тангентирања (екватор за нормални Меркатор и централни меридијан за попречни).

Будући да се централни меридијан попречне Меркаторове пројекције може изабрати по вољи, он се може користити за израду високо тачних карата (уске ширине) било гдје на Земаљској кугли. Секундарни, елипсоидни облик попречног Меркатора је најшире примјењиван од свих пројекција за тачне карте ситних разјмера. Управо се то односи на Гаус-Кригерову пројекцију. 

## Сферна попречна Меркаторова пројекција
При конструисању карте на било којој пројекцији, сфера се обично бира за моделовање Земље када обим мапираног подручја премаши дужину од неколико стотина километара у обе димензије. За картирање мањих подручја потребно је изабрати елипсоид као пројекциону површ гдје је потребна већа тачност. Сферна форма попречне Меркаторове пројекције била је једна од седам нових пројекција, које је 1772. представио Јохан Хајнрих Ламберт .   Ламберт није именовао те своје пројекције; назив попречна Меркаторова пројекција потиче из друге половине деветнаестог века.  Овде су представљена главна својства попречне пројекције у поређењу са својствима нормалне или опште пројекције.   

### Нормална и попречна сферна пројекцијa
|   | Општа Меркаторова пројекција |  |   | Попречна Меркаторова пројекција |
| - | --- |  | - | --- |
|   | |  |   | |
| • | Централни меридијан се пројектује на праву х = 0. Остали меридијани пројектују се као праве линије са x константним размаком. |  | • | Централни меридијан се пројектује на праву х = 0. Меридијани, који су 90 степени источно и западно од централног меридијана пројекције, пројектује се кроз пројектоване полове. Сви остали меридијани пројектују се на компликоване криве.                 |
| • | Екватор се пројектује на праву линију y = 0 и паралелни кругови пројектују се на праве линије са размаком константе y. |  | • | Екватор се пројектује на праву линију y = 0, али све остале паралеле су сложене затворене криве. |
| • | Пројектовани меридијани и паралеле сијеку се под правим углом. |  | • | Пројектовани меридијани и паралеле сијеку се под правим углом. |
| • | Пројекција је неограничен у правцу y-осе. Полови леже у бесконачности. |  | • | Пројекција је неограничена у x-правцу. Тачке на екватору на деведесет степени од централног меридијана пројектоване су у бесконачности. |
| • | Пројекција је конформна. Облици малих елемената су добро очувани. |  | • | Пројекција је конформна. Облици малих елемената су добро очувани. |
| • | Деформација се повећавају у смјеру y-осе. Пројекција није погодна за свјетске карте. Деформације су мале у близини екватора и пројекција (нарочито у свом елипсоидном облику) погодна је за тачно картирање екваторијалних региона. |  | • | Изобличења се повећавају у смјеру х-осе. Пројекција није погодна за свјетске карте. Деформације су мал у близини централног меридијана, а пројекција (нарочито у свом елипсоидном облику) погодна је за тачно картирање уских региона.                     |
| • | Гренланд је велик готово као Африка у овој пројекцији; стварна површина је око једне четрнаестине површине Африке. |  | • | Гренланд и Африка су близу централног меридијана; њихови су облици добро очувани, а однос површина добар је и приближан је стварним вриједностима. |
| • | Размјера не зависи од смјера. То је функција y-осе на пројекцији. (На сфери зависи само од географске ширине. ) Размјера је тачна на екватору.                                                                                      |  | • | Размјера не зависи од смера. То је функција х-осе на пројекцији. (На сфери зависи и од географске ширине и дужине. ) Размјера је тачна на централном меридијану.                                                                                           |
| • | Пројекција је прилично тачна у близини екватора. Размјера на угаоном растојању од 5° (у ширини) од екватора мања је за 0,4% од размјере на екватору, а већа је за око 1,54% на угаоном растојању од 10°.                            |  | • | Пројекција је релативно тачна у близини централног меридијана. Размјера на угаоној удаљености од 5° (у географској дужини) од централног меридијана мања је за 0,4% од размјере на централном меридијану, а износи око 1,54% на угаоној удаљености од 10°. |
| • | У верзији секанта размјера је смањена на екватору и тачна је на две линије паралелне пројектованом екватору (и одговарају двема паралелним кружницама на сфери).                                                                    |  | • | У верзији секанта размјера је смањена на централном меридијану и тачна је на две линије паралелне са пројектованим централним меридијаном. (Две линије нису меридијани. )                                                                                  |
| • | Конвергенција (угао између пројектованих меридијана и линија мреже са х константом) је идентична нули. Сјевер мреже и прави сјевер се подударају.                                                                                   |  | • | Конвергенција је нула на екватору и није нула свуда другдје. Повећава се приближавањем полова. Сјевер мреже и прави сјевер се не поклапају. |
| • | Локсодроме (линије константног азимута на сфери) пројектују се као праве линије. |  |   | |

## Гаус-Кригерова пројекција
Елипсоидну форму попречне Меркаторове пројекције развио је Карл Фридрх Гаус 1825. године  , а даље ју је анализирао Јохан Хајнрих Луис Кригер 1912.  Пројекција је позната под неколико имена: Гаусова конформна пројекција или Гаус-Кригерова пројекција у Европи; попречна Меркаторова пројекција у САД; или Гаус-Кригерова попречна Меркаторова пројекција генерално. Пројекција је конформна са константном размјером на централном меридијану. (Постоје и друге конформне генерализације попречне Меркаторове пројекције од сфере до елипсоида, али само Гаус-Кригерова пројекција има константну размјеру на централном меридијану.) Током двадесетог вијека многе државе (и међународна тијела) су, у једном или другом облику, усвајале Гаус-Кригерову пројекцију;  која поред тога пружа основу за УТМ (енг. Universal Transverse Mercator) . Гаусс-Кригерова пројекција је сада најчешће коришћена пројекција у тачном картирању крупних размјера.Пројекција, коју су развили Гаус и Кригер, изражена је у члановима математичких редова почетних чланова за које се претпостављало да се разилазе у правцу исток-запад, тачно као и у сферној верзији. То је показао неистинитим британски картограф Е. Х. Томпсон, чија је необјављена тачна (затворена форма) верзија пројекције, коју је Л.П. Ли објавио 1976. године,  доказала је, да је елипсоидна пројекција коначна (слика доље). Ово је најупечатљивија разлика између сферне и елипсоидне верзије попречне Меркаторове пројекције: Гаус – Кригерова пројекција даје разумну пројекцију цијелог елипсоида на раван, иако је његова главна примјена тачно картирање крупних разјмера „близу“ централног меридијана. 

### Карактеристике
- Близу централног меридијана пројектовања (Гринич на горе наведеној слици), пројекција има мале деформације и облици Африке, западне Европе, Британских острва, Гренланда и Антарктике повољно се упоређују са облицима на Земаљској кугли.
- Централни региони попречних пројекција на сфери и елипсоиду се не могу разликовати на овде приказаним малим пројекцијама.
- Меридијани на 90° источно и западно од изабраног централног меридијана пројектују се као водоравне линије које пролазе кроз полове. Хемисфере нису представљене вјеродостојно, те је једна од њих пројектована изнад сјеверног пола и испод јужног пола.
- Екватор раздваја Африку, пролази кроз Јужну Америку и затим наставља ка комплетној спољној граници пројекције; горња и доња ивица и десна и лијева ивица морају бити идентификоване (тј. представљају исте линије на глобусу). (Индонезија је подијељена на два дијела. )
- Деформације се повећавају према десној и лијевој граници пројекције, али се не повећава до бесконачности. Треба се обратити пажња на острва Галапагос гдје се меридијан од 90° западно сусреће са екватором у доњем лијевом углу.
- Мапа је конформна, што значи да су углови у пресликавању на карту очувани. Линије које се сијеку под било којим наведеним углом на пројективној равни елипсоида, ће се сјећи и у линијама  под истим углом на пројекцији. Конкретно паралеле и меридијани се ијсеку под углом од 90°.
- Линеарна размјера независна је од правца у било којој тачки, тако да је облик малог региона прилично добро очуван. Неопходни услов је да се величина размјере не смије превише разликовати у дотичном региону. Треба имати на уму да је, иако је Јужна Америка изазито деформисана, острво Цејлон је довољно мало да би се могло разумно обликовати, иако је далеко од централног меридијана пројекције.
- Избор централног меридијана у великој мјери утиче на изглед пројекције. Ако се одабере 90° W, онда је разумљива цијела Америка. Ако се одабере 145° E, Далеки исток је добар, а Аустралија је оријентисана према сјеверу.

У већини примјена Гаус-Кригеров координатни систем примјењује се на уску зону у близини централних меридијана пројекицје, гдје су разлике између сферне и елипсоидне верзије мале, али без обзира на то важне за тачно и прецизно картирање. Директни редови за размјеру, конвергенцију и деформације су функције ексцентричности и географске ширине и дужине на елипсоиду: инверзне серије су функције ексцентричности у смјеру x или y-осе на пројекцији. У верзији секант линије, праве које се пројектују без деформација на пројекцији више нису паралелне са централним меридијаном; лагано се криве. Угао конвергенције између пројектованих меридијана и са х-осом константних линија мреже више није нула (осим на екватору), тако да се мора исправити дирекциони угао мреже да би се добио азимут правог сјевера. Разлика је мала, али није занемарљива, посебно са повећавањем вриједности географских ширина.   

### Имплементације Гаус-Кригерове пројекције
У свом раду из 1912. године  Кригер је представио два различита рјешења која се овде разликују по параметру проширења редова: 
- Кригер - n (параграфи 5 до 8): Формуле за директну пројекцију, дајући координате x и y, су проширења четвртог реда у смислу трећег спљоштавања, n (однос разлике и збира велике и мале осе елипсоид). Коефицијенти су изражени у географској ширини ( φ ), дужини ( λ ), великој оси ( а ) и ексцентричности ( е ). Инверзне формуле за φ и λ су такође проширења четвртог реда у n, али са коефицијентима израженим у члановима реда x, y, а и е .
- Кригер– λ (параграфи 13 и 14): Формуле које дају координате пројекције x и y су проширења (које су 5. односно 4. реда) у смислу географске дужине λ, изражене у радијанима: коефицијенти су изражени у члановима реда φ, а и е . Инверзна пројекција за φ и λ су проширења шестог реда у смислу односа x / а, са коефицијентима израженим у y, а и е.

Математички редови Кригер – λ били су први редови који су примјењени, вјероватно зато што их је било много лакше израчунати на ручним калкулаторима средином двадесетог вијека. 
- Ли – Редферн – ОСГБ : 1945, Л.П. Ли [8] потврдио је λ проширења Кригера и предложио да их ОСГБ усвоји [9] али Редферн (1948) [10] је истакао да они нису тачни због (а) релативно високе географске ширине Велике Британије и (б) велике ширине картографског подручја, преко 10 степени географске дужине. Редферн је проширио редове на осми степен реда и испитао који су услови неопходни за постизање тачности од 1 милиметра (мјерење тла). Редфернов ред је и даље основа пројекција ОСГБ карата.
- Томас – УТМ : λ проширења Кригера потврдио је и Паул Томас 1952: [11] лако су доступни у Снидер-у. [12] Његове формуле за пројекције, потпуно еквивалентне онима које је представио Редферн, усвојила је Агенција за картирање одбране Сједињених Америчких Држава као основу за УТМ . [13] Такође су уграђени у конвертор координата Геотранс [14] , који је ставила на располагање Национална геопросторно-обавјештајна агенција Сједињених Држава  Архивирано на веб-сајту  (15. март 2014) .
- Остале земље : Редфернов ред основа је за геодетско картирање у многим земљама: Аустралији, Њемачкој, Канади, Јужној Африци, да набројимо само неке. (Списак је дат у Додатку А.1 из Стуифбергена 2009. ) [15]
- Предложене су многе варијанте Редферновог реда, али од значаја су само оне које су усвојиле државне картографске службе. Постоје многе модифкације које се не корсите у државне сврхе. Све такве модификације се данал лако рачунају помоћу снаге процесирања савремених рачунара и развојем n- редова  наведеним у наставку. Прецизни Редфернови редови, иако ниског реда, не могу се занемарити јер су и даље садржани у квази-правним дефиницијама ОСГБ-а и УТМ-а, итд.

Сљедеће државе су примјениле математички Кригер–n ред (до четвртог реда у броју степена са n ). 
- Француска [16]
- Финска [17]
- Шведска [18]
- Јапан [19]

Верзије вишег реда Кригер-n реда имплементиране су у седми степен од стране Енсаџер-а и Подер-а  и за десети степен од стране Кавасеа.  Осим проширења редова за трансформацију између географске ширине и конформне географске ширине, Карнеј је имплементирао ред до тридесетог степена. 

### Тачна Гаус–Кригерова пројекција и тачност скраћених редова
Тачно рјешење Томпсона описао је Ли.  Код овог математичког рјешења , ред је конструисан у смислу елиптичних функција (дефинисаних у поглављима 19 и 22 приручника НИСТ  ) које се могу израчунати до произвољне тачности помоћу алгебарских рачунарских система као што је Максима.  Такву примјену тачног рјешења описује Карнеј (2011). 
Тачно рјешење драгоцено је средство за процјену тачности скраћених реодва n и λ. На примјер, оригинални Кригер-n ред из 1912. године веома повољно се пореди са тачним вриједностима: разликују се за мање од 0,31   μm у оквиру од 1000 km вриједности централног меридијана и за мање од 1 mm на 6000 km. С друге стране, разлика у Редферновом реду коју користи Геотранс и тачно рјешење је мање од 1 милиметра на разлику у географској дужини од 3 степена, што одговара удаљености од 334  km од централног меридијана на екватору, али само 35 km на сјеверној граници УТМ зоне. Стога су Кригер-n редови много бољи од Редферновог λ реда. 
Редфернов ред постаје много нетачнији како се зона шири. Карнеј говори о Гренланду као поучном примјеру. Дуга танка копнена маса усредсређена је на 42 степена географске дужине западно од Гринича, и, у свом најширем положају, није већа од 750 km од тог меридијана, док распон географске дужине достиже скоро 50 степени. Кригер-n ред је тачан са тачношћу 1   mm, али Редферн верзија Кригер–λ реда има максималну грешку од једног километра. 
Карнеијев ред 8. степена (у n ) је тачна до 5 nm у распону од 3900  km од централног меридијана.

## Формуле за сферну попречну Меркаторову пројекцију

### Сферна нормална Меркаторова пројекција
Нормалне цилиндричне пројекције су описане у односу на тангенцијални или додирујући цилиндар на екватору са осом дуж поларне осе сфере. Цилиндричне пројекције су конструисане тако да се све тачке на меридијану пројектују на тачке са  x = аλ и y, са предвиђеном функцијом у φ . За тангентну нормалну Меркаторову пројекцију (јединствене) формуле које гарантују конформност су: 
{\displaystyle x=a\lambda \,,\qquad y=a\ln \left[\tan \left({\frac {\pi }{4}}+{\frac {\varphi }{2}}\right)\right]={\frac {a}{2}}\ln \left[{\frac {1+\sin \varphi }{1-\sin \varphi }}\right].}
Конформност подразумева да је линерна размјера, к, независна од смјера: она је функција само географске ширине: 
{\displaystyle k(\varphi )=\sec \varphi .\,}
За секант верзију пројекције постоји фактор k0 на десној страни свих ових једначина: ово осигурава да је размјера једнака k0 на екватору. 

### Нормалне и попречне мреже пројекције
Слика лијево показује како је попречни цилиндар повезан са конвенционалном мрежом на сфери. Тангенцијалан је за неки произвољно изабрани меридијан и његова оса је окомита на осу сфере. Осe x - и y дефинисане на слици повезане су са екватором и централним меридијаном тачно онако како су и за нормалну пројекцију. На слици десно ротирана мрежа пројекције је повезана са попречним цилиндром на исти начин на који је нормални цилиндар повезан са стандардном мрежом,тј. линијама пресликавања. „Екватор“, „полови“ (E и W) и „меридијани“ ротиране мреже идентификују се са изабраним централним меридијаном, тачкама на екватору 90 степени источно и западно од централног меридијана, и великим круговима кроз те тачке. 
Положај произвољне тачке ( φ, λ ) на стандардној мрежи пресликавања такође се може идентификовати у виду углова на ротираној мрежи: φ ′ (угао М′CP) је ефективна ширина и - λ ′ (угао М′CO) постаје ефективна географска дужина пројекције. (Знак минус је неопходан да би ( φ ′, λ ′ ) били повезани са ротираном мрежом на исти начин као што су ( φ, λ ) повезани са стандардном мрежом меридијана и паралела). Картезијеве осе ( x ′, y ′ ) повезане су са ротираном мрежом на исти начин као што су осе ( x, y ) оси повезане са стандардном мрежом координатних линија. 
Тангентна попречна Меркаторова пројекција дефинише координате ( x ′, y ′ ) у члановима - λ ′ и φ ′ формулама трансформације тангентне нормалне Меркаторове пројекције: 
{\displaystyle x'=-a\lambda '\,\qquad y'={\frac {a}{2}}\ln \left[{\frac {1+\sin \varphi '}{1-\sin \varphi '}}\right].}
Ова трансформација пројектује централни меридијан као праву линију коначне дужине и истовремено пројектује велике кругове меридијана (који укључују екватор) на бесконачне равне линије окомите на централни меридијан. Праве паралеле и меридијани (осим екватора и централног меридијана) немају једноставан однос са ротираном мрежом и пројектују се на компликоване криве. 

### Однос између оса пројектоване мреже
Углови између двају оса и њима одговарајућих линија мреже повезани су коришћењем сферне тригонометрије на сферном троуглу NM′P дефинисаном правим меридијаном кроз исходиште, ОМ′N, правим меридијаном кроз произвољну тачку, МPN и великим кругом WМ′PЕ. Резултати су: 
{\displaystyle {\begin{aligned}\sin \varphi '&=\sin \lambda \cos \varphi ,\\\tan \lambda '&=\sec \lambda \tan \varphi .\end{aligned}}}

### Формуле директне трансформације
Директне формуле које дају картезијанске координате (x ,  y) сљеде одмах из горе наведеног. Постављањем x  = y ′ и  y = - x ′ (и обнављање фактора од к 0 да би се прилагодиле секундарним верзијама) 
{\displaystyle {\begin{aligned}x(\lambda ,\varphi )&={\frac {1}{2}}k_{0}a\ln \left[{\frac {1+\sin \lambda \cos \varphi }{1-\sin \lambda \cos \varphi }}\right],\\[5px]y(\lambda ,\varphi )&=k_{0}a\arctan \left[\sec \lambda \tan \varphi \right],\end{aligned}}}
Горњи изрази дати су од Ламберта  а такође (без извода) од Снајдера,  Малинга  и Осборна  (са свим детаљима). 

### Формуле инверзне трансформације
Инвертовање горњих једначина даје 
{\displaystyle {\begin{aligned}\lambda (x,y)&=\arctan \left[\sinh {\frac {x}{k_{0}a}}\sec {\frac {y}{k_{0}a}}\right],\\[5px]\varphi (x,y)&=\arcsin \left[{\mbox{sech}}\;{\frac {x}{k_{0}a}}\sin {\frac {y}{k_{0}a}}\right].\end{aligned}}}

### Линеарна размјера
У смислу координата у односу на ротирану мрежу, фактор линеарне размјере дат је са к = sec φ ′ : ово се може изразити или географским координатама или координатама пројекције: 
{\displaystyle {\begin{aligned}k(\lambda ,\varphi )&={\frac {k_{0}}{\sqrt {1-\sin ^{2}\lambda \cos ^{2}\varphi }}},\\[5px]k(x,y)&=k_{0}\cosh \left({\frac {x}{k_{0}a}}\right).\end{aligned}}}
Други израз показује да је фактор размјере једноставно ништа друго до функција удаљености од централног меридијана пројекције. Типична вриједност линеарне размјере је к 0   =   0,9996,  тако да је к   =   1 када је к приближно 180 km. Када је к приближно 255  km и к 0  =  1.0004: фактор размјере је унутар 0,04% од јединице на зони пресликавања од око 510 km ширине. 

### Конвергенција
Угао конвергенције γ у тачки на пројекцији дефинисан је углом измјереним од пројектованог меридијана, који се дефинише прави сјевер, до линије мреже константе x, која дефинише сјевер пројектоване мреже. Према томе, γ је позитиван у квадранту сјеверно од екватора и источно од централног меридијана, а такође и у квадранту јужно од екватора и западно од централног меридијана. Конвергенција се мора додати Државној координатној мрежи да би се добио дирекциони угао, који се поклапа са правим сјевером. За секундарну попречну Меркаторову пројекцију, конвергенција се може изразити  било географским координатама било координатама пројекције: 
{\displaystyle {\begin{aligned}\gamma (\lambda ,\varphi )&=\arctan(\tan \lambda \sin \varphi ),\\[5px]\gamma (x,y)&=\arctan \left(\tanh {\frac {x}{k_{0}a}}\tan {\frac {y}{k_{0}a}}\right).\end{aligned}}}

## Формуле за елипсоидну попречну Меркаторову пројекцију
Детаљи стварних пријмена 
- Гаус-Кригеров ред по дужини: попречна Меркаторова пројекција: Редфернова серија
- Гаус-Кригерова серија у n (треће спљоштавање): попречна Меркаторова пројекција: редови изравнавања
- Тачна (затворена форма) попречне Меркаторове пројекције: попречна Меркаторова пројекција: тачно рјешење
- Редфернов ред четвртог степена према сажетим формулама (пример): попречна Меркаторова пројекција:вБоврингов ред

## Координате, мреже, истоци и севери
Координате пројекција проистичу из различитих развоја елипсоидне попречне Меркаторове пројекције, које су картезијанског карактера, тако да централни меридијан одговара x оси и Екватору одговара y осa. И x и y су дефинисани за све вриједности λ и ϕ . Пројекција не дефинише мрежу: мрежа је независна конструкција која се може произвољно дефинисати. У пракси државних координатних система и УТМ користе мреже поравнате са картезијанским осима пројекције, али су коначног обима, исходиштима која се не морају поклапати са пресјеком централног меридијана са екватором. 
Право исходиште мреже увијек се узима на централном меридијану, тако да ће координате мреже бити негативне западно од централног меридијана. Да би се избјегле овакве негативне координате вриједности, стандардна пракса дефинише лажно исходиште на западу (и евентуално сјевер или југ) од исходишта мреже: координате у односу на лажно исходиште дефинишу координате ДКС-а (Државног Координатног Система) које ће увијек бити позитивне. У енглеској литератури баратује се појмови лажни исток, Е 0, које је удаљеност правог исходишта мреже источно од лажног исходишта. Лажни сјевер, N 0, је удаљеност правог исходишта мреже сјеверно од лажног центра. Ако је право исходиште мреже на географској ширини φ 0 на централном меридијану, а фактор размјере на централном меридијану је к 0, ове дефиниције дају истоке и сјевере према формули: 
{\displaystyle {\begin{aligned}E&=E_{0}+x(\lambda ,\varphi ),\\[5px]N&=N_{0}+y(\lambda ,\varphi )-k_{0}m(\varphi _{0}).\end{aligned}}}
Изрази „истоци“ и „сјевери“ не значе строге правце истока и сјевера. Мрежне линије попречне пројекције, осим оса x и y, не воде сјевер-југ или исток-запад како су дефинисане паралелама и меридијанима. То је видљиво из горе приказаних глобалних пројекција. У близини централног меридијана разлике су мале, али мјерљиве. Разлика између линија мреже сјевер-југ и правих меридијана је угао конвергенције . 